# 副総督
副総督（ふくそうとく）もしくは副知事（ふくちじ、英: lieutenant governor / lieutenant-governor）は、英語圏諸国における中央政府もしくは地方政府の高官である。その厳密な役割および地位は法域によって異なるが、多くの場合は総督もしくは知事（governor）の副官もしくは代理、またはこれに次ぐ地位にある。
多くのイギリス連邦諸国において、副総督・副知事は君主の代理人であり、受任した州・地域における名目上の行政府の長として行動するが、慣例として、実際上の執行権限は副総督・副知事から首相に委任される。
アメリカ合衆国においては、各州の副知事は州知事の副官であるが、副知事の有する権限は州によって大きく異なる。例えば、テキサス州の副知事は特に権限が強く、州上院の議長を務める。逆に、テネシー、ウェストバージニアの両州の副知事は独立した役職ではなく、州上院で選出された上院議長が兼職する。
副総督・副知事が置かれる（置かれた）州・地域としては、オーストラリア各州、カナダ各州、ガーンジー、香港、英領インド各州、マン島、ジャージー、ニュージーランド（1839年 - 1841年）、アメリカ合衆国各州（一部の州を除く）がある。

## オランダ王国
オランダ王国においては、かつてのオランダ領アンティルの各島嶼地域や現在のオランダカリブ領域の3つの特別自治体（サバ、ボネールおよびシント・ユースタティウス）のそれぞれの政府の長は「gezaghebber」と呼ばれ、英語ではlieutenant governorと訳される。その役割は、オランダ欧州領域における基礎自治体の首長に類似する。 